# Maurizio Billi
Maurizio Billi (c. 1958) é um empresário brasileiro. É o atual presidente da farmacêutica Eurofarma. De acordo com a revista Forbes, é uma das pessoas mais ricas do Brasil, com um patrimônio estimado em 2022 de US$ 2.8 bilhões.